# Sołtmany (Kruklanki)
Sołtmany [sɔu̯tˈmanɨ] (deutsch Soltmahnen) ist ein Dorf in der polnischen Woiwodschaft Ermland-Masuren und gehört zur Landgemeinde Kruklanki (Kruglanken) im Powiat Giżycki (Kreis Lötzen).

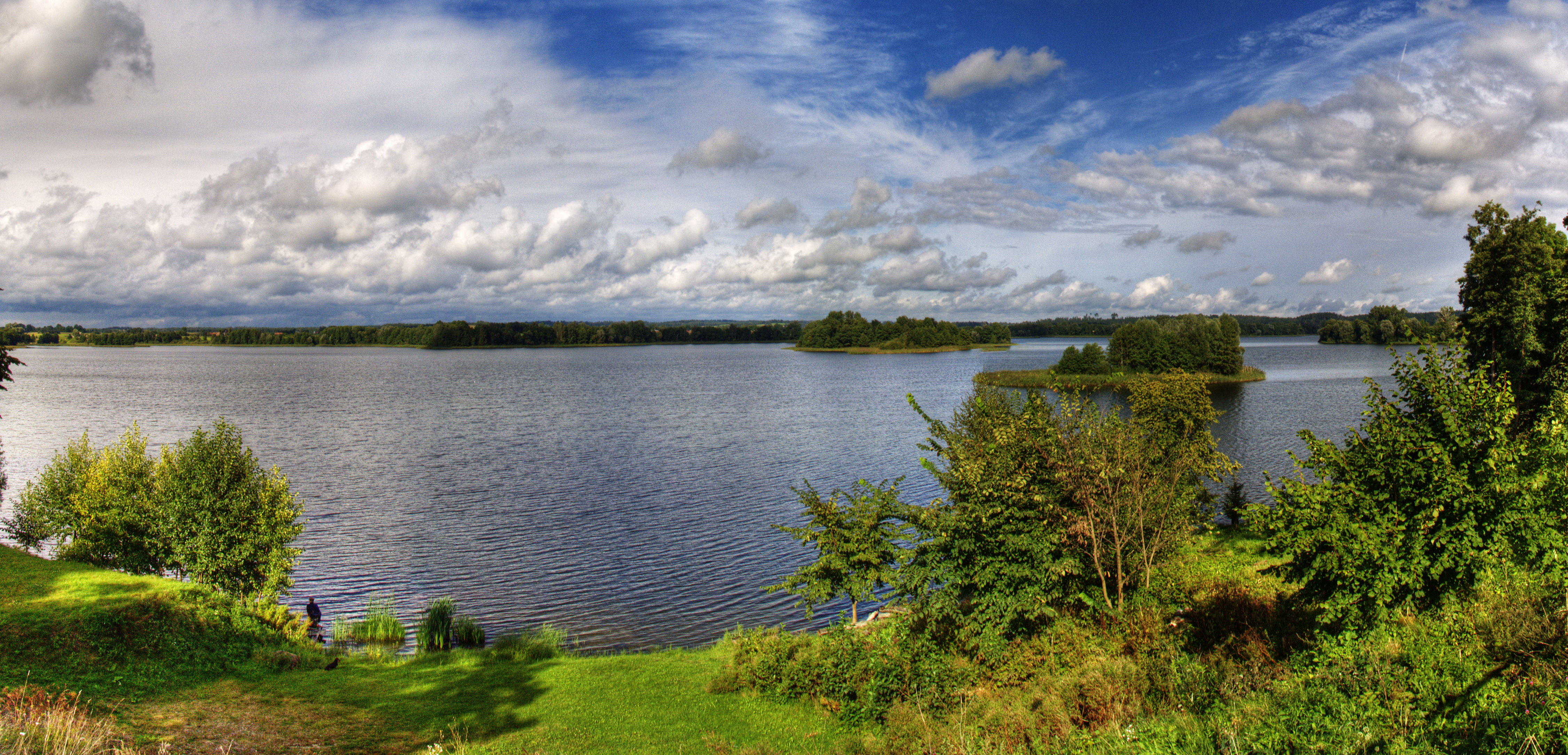
Blick auf den Jezioro Sołtmany (Soltmahner See)

## Geographische Lage
Sołtmany liegt am Südufer des Soltmahner Sees (polnisch Jezioro Sołtmany) im nördlichen Osten der Woiwodschaft Ermland-Masuren. Die einstige Kreisstadt Angerburg (polnisch Węgorzewo) ist 27 Kilometer in nordwestlicher Richtung entfernt. Die jetzige Kreismetropole Giżycko (Lötzen) liegt 16 Kilometer in westlicher Richtung.

## Geschichte
Das vor 1785 noch Solthma genannte Dorf wurde 1546 gegründet. Nach 1885 „wechselte“ es vom Amtsbezirk Siewken (polnisch Żywki) in den neu errichteten Nachbaramtsbezirk, für den es namensgebend war. Er bestand bis 1945 und gehörte zum Kreis Angerburg im Regierungsbezirk Gumbinnen der preußischen Provinz Ostpreußen.
Im Jahre 1910 waren in Soltmahnen 522 Einwohner registriert. Ihre Zahl stieg bis 1925 auf 582, belief sich 1933 auf 572 und betrug 1939 noch 517.
In Kriegsfolge kam Soltmahnen 1945 mit dem gesamten südlichen Ostpreußen zu Polen und trägt seitdem die polnische Namensform „Sołtmany“. Das Dorf ist jetzt Sitz eines Schulzenamtes (polnisch sołectwo) und eine Ortschaft im Verbund der Landgemeinde Kruklanki (Kruglanken) im Powiat Giżycki (Kreis Lötzen), vor 1998 der Woiwodschaft Suwałki und seitdem der Woiwodschaft Ermland-Masuren zugeordnet.

### Amtsbezirk Soltmahnen (bis 1945)
Zum Amtsbezirk Soltmahnen, der bis 1945 bestand, gehörten immer nur zwei Dörfer:
| Deutscher Name  | Polnischer Name |
| --------------- | --------------- |
| Neu Freudenthal | Boćwinka        |
| Soltmahnen      | Sołtmany        |

## Kirche
Soltmahnen war vor 1945 in die evangelische Kirche Kruglanken in der Kirchenprovinz Ostpreußen der Kirche der Altpreußischen Union sowie in die katholische Pfarrkirche St. Bruno Lötzen (polnisch Giżycko) im Bistum Ermland eingepfarrt.
Heute ist Sołtmany mit eigenem Gotteshaus Teil der katholischen  Pfarrei in Wydminy (Widminnen) im Bistum Ełk (Lyck) der Römisch-katholischen Kirche in Polen bzw. der evangelischen Kirchengemeinde Wydminy, einer Filialgemeinde der Pfarrei in Giżycko in der Diözese Masuren der Evangelisch-Augsburgischen Kirche in Polen.

## Meteorit „Sołtmany“

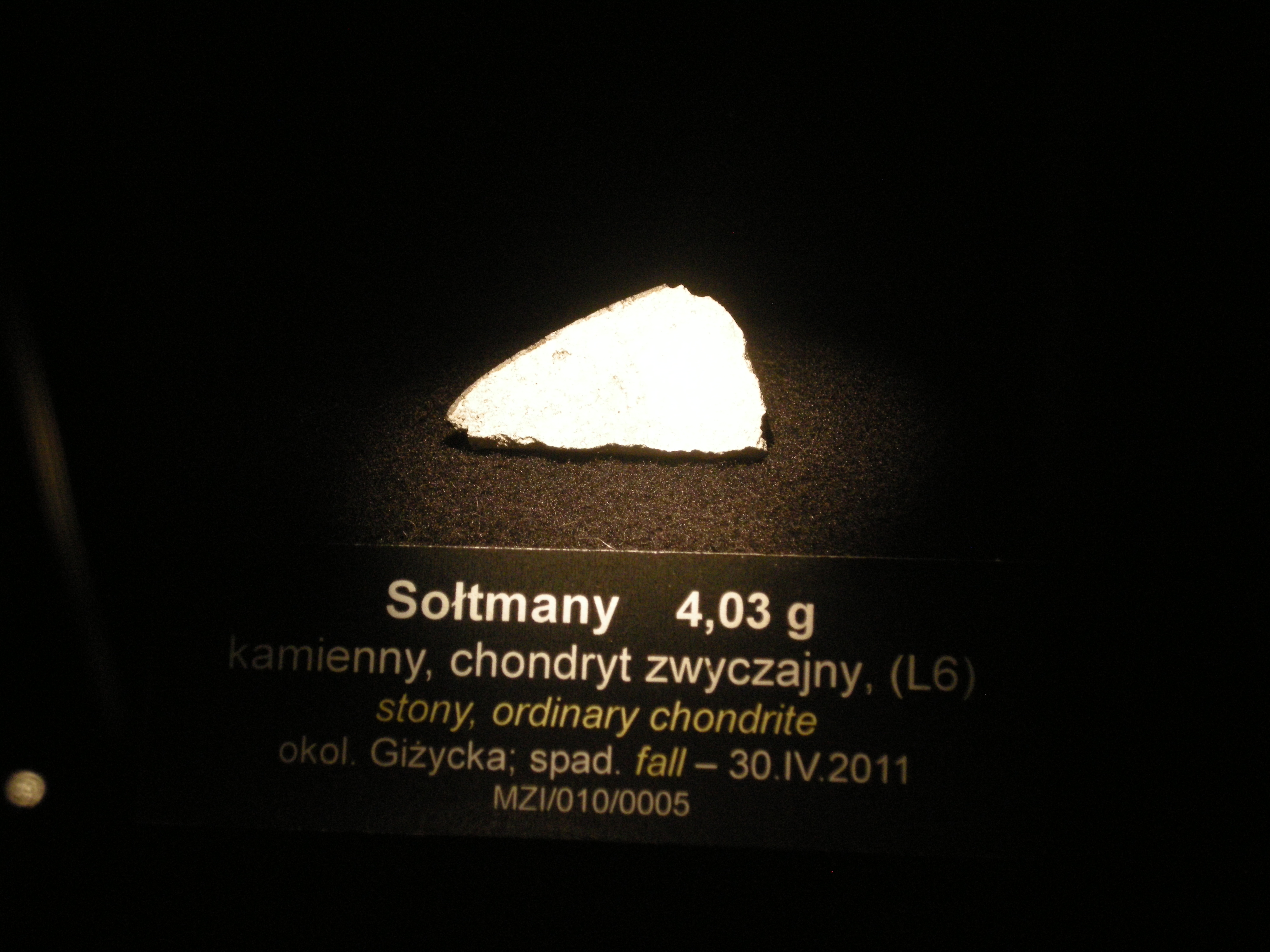

Am 30. April 2011 morgens um 6.03 Uhr schlug in Sołtmany ein Steinmeteorit vom Typ Chondrit aus der Gruppe L6 ein, der jetzt den Namen des Dorfes trägt.

## Verkehr
Sołtmany liegt an einer Nebenstraße, die Kruklanki (Kruglanken) über Żywki Małe (Louisenhof) und Żywki (Siewken) mit Mazuchówka (Masuchowken, 1936 bis 1945 Rodental) verbindet. Innerorts endet außerdem eine Nebenstraße von Gawliki Wielkie (Groß Gablick) aus östlicher Richtung. Eine Bahnanbindung existiert nicht.